# Godzilla gegen Spacegodzilla
Godzilla gegen Spacegodzilla (japanisch ゴジラvsスペースゴジラ Gojira tai SupēsuGojira) ist ein japanischer Riesenmonsterfilm Kaiju Eiga aus dem Jahr 1994. Er ist der vorletzte Film der Heisei-Godzilla-Serie.

## Handlung
Der Film beginnt auf Godzillas Insel. Dort schlagen kristallähnliche Meteoriten ein, wovon Godzilla erweckt wird.
Inzwischen wollen die Menschen von der G-Force, u. a. Miki und Prof. Gondo, versuchen Godzilla zu kontrollieren, was, so erhoffen sie sich, mit dem sogenannten Projekt T klappen soll. Der Plan ist, an Godzillas Hinterkopf einen Telepathieverstärker zu befestigen und ihn dann mit Gedankenwellen zu steuern. Doch es gibt auch ein zweites Projekt, das Projekt M.O.G.E.R.A. (Mobile Operation Godzilla Expert Robot Aero-Type, eine Kampfmaschine, die sich in einen Bohrpanzer und ein Kampfflugzeug aufsplitten kann). Hinter diesem Projekt steckt der Plan, Godzilla mit der Hilfe von M.O.G.E.R.A. zu töten.
Miki ist inzwischen mit Prof. Gondo und Dr. Okubo zu Godzillas Insel gereist, um dort das Projekt T vorzubereiten. Dort begegnen sie nicht nur den G-Force-Angestellten Koji, Sato und Yuki, sondern auch dem größer und älter gewordenen Godzilla junior. Die japanische Regierung hat derweil beschlossen, dass das mysteriöse Spacemonster, nachdem es ein Raumschiff der NASA zerstört hat, mit M.O.G.E.R.A. bekämpft werden soll, doch dieser unterliegt ihm im Kampf.
Unterdessen taucht Godzilla aus dem Pazifik auf und will zu Godzilla junior. Dabei gelingt es dem Forscherteam, den Telepathieverstärker an Godzillas Kopf zu befestigen. Yuki jedoch wollte Godzilla mit einem Blutgerinnungsmittel töten, denn dieser hatte 1989 (Godzilla, der Urgigant) seinen besten Freund Goro umgebracht (Goro war der Bruder von Prof. Gondo).
Plötzlich erscheint Spacegodzilla aus dem All, greift Godzilla junior an und verletzt ihn. Godzilla versucht, ihm zur Hilfe zu kommen, doch Spacegodzilla schafft es, ihn zu besiegen, und macht sich auf in Richtung Japan. Godzilla, der Rache für seinen Sohn will, verfolgt Spacegodzilla.
Projekt T ist laut Dr. Okubo gescheitert. Das Team zieht, bis auf Miki, Koji und Sato, ab. Doch eines Abends wird Miki entführt. Es dauert nicht lange, bis man dahinterkommt, dass Dr. Ukubo bei der japanischen Mafia ist und die nicht nur Godzilla unter ihrer Kontrolle hat, sondern auch Miki bei sich gefangen hält. Yuki, Sato und Koji machen sich auf den Weg, um sie zu befreien, was auch gelingt. Dabei scheint es, dass Koji offenbar Gefühle für Miki hat.
Inzwischen hat man eine Erklärung für das Entstehen von Spacegodzilla gefunden: Er ist durch Godzillazellen entstanden, die entweder durch Biollante oder Mothra ins All gelangten. Dort sind sie mit Hilfe von Schwarzen Löchern und Kristallexplosionen zu Spacegodzilla herangewachsen.
Spacegodzilla ist in Fukuoka gelandet, um mit Hilfe des Fukuoka Towers seine Energie aufzuladen. Yuki, Koji und Sato wurden von General Aso beauftragt, mit M.O.G.E.R.A. gegen Spacegodzilla zu kämpfen. In Fukuoka angekommen beginnt ein gewaltiger Kampf, bei dem Spacegodzilla die Oberhand hat. Doch dann taucht Godzilla auf und verbündet sich mit M.O.G.E.R.A. Am Ende besiegt er Spacegodzilla und M.O.G.E.R.A.
Miki und Koji gehen nach dem Kampf Hand in Hand den Strand entlang und sehen zu, wie Godzilla zurück ins Meer geht.

## Veröffentlichung und Rezeption
Godzilla gegen Spacegodzilla war mit einem Budget von 10,3 Millionen US-Dollar der bis dato teuerste Godzillafilm. Doch sein Einspielergebnis lag mit rund 12 Millionen US-Dollar weit unter den Erwartungen. Da sich in Kōbe ein Erdbeben ereignete, senkte Tōhō dort die Eintrittspreise für den Film. Der Film wurde in Deutschland im Juli 2002 auf Video veröffentlicht.
Der US-amerikanische Aggregator Rotten Tomatoes erfasst 57 % wohlwollende Besprechungen und ordnet den Film dementsprechend als „Gammelig“ ein.

## Spacegodzilla
Spacegodzilla ist etwas größer als sein genetischer Vater Godzilla, er sieht ihm aber sehr ähnlich. Spacegodzillas Haut ist dunkelblau, vom Bauch bis zum Hals und an der Innenseite des Schwanzes ist die Haut dunkelrot. Im Gegensatz zu Godzilla besitzt Spacegodzilla auf seinem Rücken Kristall-ähnliche Stacheln und an beiden Schultern befinden sich Kristallhöcker. Er wiegt um die 80.000 Tonnen, seine Körpergröße beträgt 120 Meter. Charakterlich ist er böse.
Spacegodzilla kann sich zu einem Kristall-ähnlichem Flugobjekt verwandeln, dabei entstehen auf seinem Rücken Kristalle, die ihn aussehen lassen wie ein großer fliegender Kristall.
Höchstwahrscheinlich entstand Spacegodzilla davon, dass Mothra einige Zellen im Film Godzilla – Kampf der Sauriermutanten ins All übertragen hat und von schwarzen Löchern eingesaugt wurde, aus einem weißen Loch ist Spacegodzilla gekommen. Seine Kristalle sind wahrscheinlich durch die Sonnenexplosion in Kristallverbindungen entstanden.